# تپه کهنه کند ۲
تپه کهنه کند ۲ مربوط به دوران‌های تاریخی پس از اسلام است و در استان قزوین، شهرستان قزوین، بخش طارم سفلی، روستای عباس‌آباد واقع شده و این اثر در تاریخ ۲ آبان ۱۳۸۲ با شمارهٔ ثبت ۱۰۵۴۶ به‌عنوان یکی از آثار ملی ایران به ثبت رسیده است.